# Лагуна-Нігел (Каліфорнія)
Лагуна-Нігел (англ. Laguna Niguel) — місто (англ. city) в США, в окрузі Орандж штату Каліфорнія. Населення — 64 355 осіб (2020).

## Географія
Лагуна-Нігел розташована за координатами 33°31′45″ пн. ш. 117°42′4″ зх. д. / 33.52917° пн. ш. 117.70111° зх. д. (33.529047, -117.701175). За даними Бюро перепису населення США в 2010 році місто мало площу 38,55 км², з яких 38,42 км² — суходіл та 0,13 км² — водойми.

## Демографія
Згідно з переписом 2010 року, у місті мешкало 62 979 осіб у 24 232 домогосподарствах у складі 17 234 родин. Густота населення становила 1634 особи/км². Було 25312 помешкання (657/км²).
Расовий склад населення:
| - 80,4 % — білих - 8,7 % — азіатів - 1,2 % — чорних або афроамериканців - 0,3 % — корінних американців - 0,1 % — вихідців з тихоокеанських островів - 4,8 % — осіб інших рас |

До двох чи більше рас належало 4,4 %. Частка іспаномовних становила 13,9 % від усіх жителів.
За віковим діапазоном населення розподілялося таким чином: 22,6 % — особи молодші 18 років, 64,4 % — особи у віці 18—64 років, 13,0 % — особи у віці 65 років та старші. Медіана віку мешканця становила 42,8 року. На 100 осіб жіночої статі у місті припадало 94,0 чоловіків; на 100 жінок у віці від 18 років та старших — 91,2 чоловіків також старших 18 років.
Середній дохід на одне домашнє господарство становив 131 703 долари США (медіана — 95 536), а середній дохід на одну сім'ю — 153 852 долари (медіана — 120 169). Медіана доходів становила 85 625 доларів для чоловіків та 62 577 доларів для жінок. За межею бідності перебувало 6,6 % осіб, у тому числі 7,2 % дітей у віці до 18 років та 5,4 % осіб у віці 65 років та старших.
Цивільне працевлаштоване населення становило 33 462 особи. Основні галузі зайнятості: освіта, охорона здоров'я та соціальна допомога — 21,2 %, науковці, спеціалісти, менеджери — 16,7 %, фінанси, страхування та нерухомість — 12,0 %, роздрібна торгівля — 10,3 %.